# Dasyopa carinifacies
Dasyopa carinifacies är en tvåvingeart som beskrevs av Nartshuk 1964. Dasyopa carinifacies ingår i släktet Dasyopa och familjen fritflugor. Inga underarter finns listade i Catalogue of Life.